# Eduard Wolffhardt
Eduard Wolffhardt es un deportista austríaco que compitió en piragüismo en la modalidad de eslalon. Ganó tres medallas de plata en el Campeonato Mundial de Piragüismo en Eslalon, en los años 1977 y 1979.

## Palmarés internacional
| Campeonato Mundial | Campeonato Mundial | Campeonato Mundial | Campeonato Mundial |
| Año                | Lugar              | Medalla            | Competición        |
| ------------------ | ------------------ | ------------------ | ------------------ |
| 1977               | Spittal (Austria)  | Medalla de plata   | K1 por equipos     |
| 1979               | Jonquière (Canadá) | Medalla de plata   | K1 individual      |
| 1979               | Jonquière (Canadá) | Medalla de plata   | K1 por equipos     |